# Pier Paolo Pizzimbone
Pier Paolo Pizzimbone (Savona, 4 marzo 1969) è un politico italiano, deputato della Repubblica Italiana durante la XVI legislatura.

## Biografia
Nasce a Savona il 4 marzo 1969; dopo il Diploma di Geometra presso l'ITC Cavour di Vercelli, è stato socio di una cooperativa di Vercelli e poi cofondatore di una società quotata in Borsa nel settore waste management.
È stato anche Console Onorario della Repubblica Democratica del Congo a Imperia dal 2003 al 2009. Molto legato agli ambienti del volontariato, è stato Presidente della Croce d'Oro di Imperia-Cervo sino al 2018.
Si appassiona alla politica costituendo nel 2004 i primi "Circoli del Buongoverno" in provincia di Imperia e di Savona. 
Candidato alla Camera nel 2008 nelle file del Popolo delle Libertà nella Circoscrizione Sicilia Orientale, non risulta eletto. Il 10 dicembre 2012, dopo le dimissioni del collega Antonino Germanà, viene proclamato deputato della Repubblica, rimanendo in carica per gli ultimi tre mesi della XVI legislatura della Repubblica Italiana per il Popolo della Libertà.